# Luzonichthys microlepis
Luzonichthys microlepis là một loài cá biển thuộc chi Luzonichthys trong họ Cá mú. Loài này được mô tả lần đầu tiên vào năm 1955.

## Phân bố và môi trường sống
L. microlepis có phạm vi phân bố ở Tây Ấn Độ Dương. Những mẫu tiêu bản của loài này chỉ được tìm thấy tại đảo Aldabra (Seychelles) và đảo Agalega (Mauritius). Chúng dược thu thập ở độ sâu khoảng 15 – 21 m. Mẫu vật được cho là của L. microlepis được thu thập tại đảo Giáng Sinh đã được xác định là của loài Luzonichthys whitleyi.

## Mô tả
L. microlepis có chiều dài cơ thể lớn nhất được ghi nhận là 6,3 cm
Số gai ở vây lưng: 10; Số tia vây mềm ở vây lưng: 15 - 16; Số gai ở vây hậu môn: 2 - 3; Số tia vây mềm ở vây hậu môn: 8 - 9; Số gai ở vây bụng: 1; Số tia vây mềm ở vây bụng: 5.